# Anthurium macrospadix
Anthurium macrospadix är en kallaväxtart som beskrevs av Lem.. Anthurium macrospadix ingår i släktet Anthurium och familjen kallaväxter. Inga underarter finns listade.